# Aldo Braibanti
Aldo Braibanti (Fiorenzuola d'Arda, 23 de septiembre de 1922 - Castell'Arquato, 6 de abril de 2014) fue un escritor, guionista y dramaturgo italiano. Intelectual «hasta el fondo», en su vida se ha interesado por la poesía, el arte, el cine, la política, el teatro y la literatura, además de ser un experto mirmecólogo.

## Biografía
Licenciado en Filosofía teórica, formó parte de los partisanos italianos en Florencia (sufriendo torturas y malos tratos a manos de nazis y fascistas) y se adhirió al Partido Comunista Italiano, convirtiéndose en miembro del comité central. En 1946 y 1947 fue uno de los organizadores del Festival mundial de la juventud, pero en 1948 abandonó la política activa, dimitiendo de todos sus cargos.
Estudioso de Mirmecología, es autor de cerámicas y collages, con muestras en Florencia, Oslo, Faenza, Mesina, Milán y Roma, donde reside actualmente. Ha sido guionista de las películas Pochi stracci di sole, Il pianeta di fronte y Colloqui con un chicco di riso; en 1960 publicó los cuatro volúmenes de Il Circo (antología de poesía y ensayo) y el año siguiente ve la luz su obra Guida per esposizione.
Traductor del diario de Cristóbal Colón al italiano, en 1969 editó la antología Le prigioni di Stato y en la década de 1970 se hizo dramaturgo y realizador teatral de numerosas comedias, entre las que se cuentan Bandi di virulentia, Laboratorio dell'Anticrate, L'altra ferita, Il Mercatino y Theatri epistola. Autor y presentador de numerosos programas radiofónicos, en 1979 publicó la obra Object trouvé, mientras sucesivamente colabora con la revista milanesa Legenda.
En 1971 fue uno de los firmantes del llamamiento contra el comisario Luigi Calabresi, donde se le acusaba de haber asesinado al anarquista Pinelli.
Otras obras literarias de Braibanti de cierto valor literario son Impresa dei prolegomeni acratici (1988) y Un giallo o mille (1998). En el 2000 decidió rodar el largometraje Quasi niente y publicó una edición completa de sus poesías de 1940 a 1999. El compositor Sylvano Bussotti añadió música a algunos de los poemas de Braibanti.
En 2005, a causa de su pésima condición física, algunos parlamentarios de L'Unione, entre ellos Franco Grillini y Giovanna Melandri, solicitaron para Braibanti una pensión vitalicia, apoyándose en la ley Bacchelli. El 23 de noviembre de 2006, el gobierno de Prodi concedió a Aldo Braibanti una pensión vitalicia, cerrando así, por lo menos a ojos de la justicia, una de las páginas más controvertidas de la historia italiana.

## El «caso Braibanti»: proceso por «plagio»
En 1968, Aldo Braibanti fue condenado por «plagio», es decir, «lavado de cerebro», delito introducido durante el fascismo con el código civil de Rocco. El código penal decía lo siguiente sobre el plagio, 

Chiunque sottopone una persona al proprio potere, in modo da ridurla in totale stato di soggezione, è punito con la reclusione da cinque a quindici anni.
Toda persona que somete otra a su poder con el fin de reducirla a un total estado de dependencia, será castigada con pena de prisión de cinco a quince años.

Homosexual declarado, Braibanti pasó el verano de 1960 en Como, en compañía de Piercarlo Toscani, un electricista de 19 años. Dos años más tarde, cuando residía en Roma, vivía con Giovanni Sanfratello, de 18 años, que había conocido cuatro años antes: el joven había abandonado su familia cuando sus padres le prohibieron seguir frecuentando los círculos de la izquierda y los artísticos.
En 1964, Ippolito Sanfratello, padre de Giovanni, denunció a Braibanti por «lavado de cerebro»: en realidad, según la acusación, ambos jóvenes habrían estado subyugados por los intelectuales, que les habrían reducido a una especie de «esclavitud mental». El joven Giovanni fue seguidamente transferido al manicomio de Verona, donde fue sometido a una serie de electroshocks. Después de quince meses de internamiento, Giovanni fue liberado con una serie de condiciones, entre las que estaban su residencia obligatoria en casa de los padres, además de la prohibición de leer libros que tuviesen menos de cien años.
En su defensa, Braibanti hizo notar que el joven había decidido seguirlo de forma voluntaria y como adulto: durante el proceso, Sanfratello corroboró esta tesis, mientras que Toscani declaró en su contra. Al finalizar el juicio en 1968, Braibanti fue condenado a nueve años de reclusión, sucesivamente reducidos a seis y posteriormente a cuatro (dos le fueron reducidos por haber sido partisano). 
La condena suscitó airadas reacciones en toda Italia. A favor de Braibanti se movilizaron Alberto Moravia, Umberto Eco, Pier Paolo Pasolini, Marco Bellocchio y numerosos otros intelectuales. También se movilizaron los radicales de Marco Pannella. El proceso de hecho reveló rápidamente su naturaleza política, destapándose como un último intento del viejo orden social – el mismo que había utilizado el tema de la homosexualidad en el caso de los «Balletti verdi» –, para imponer sus valores frente a la creciente ola de la Revolución de 1968.
Braibanti fue seleccionado como «chivo expiatorio», ya que era comunista y partisano, pero a la vez por homosexual, en un periodo en el que la homosexualidad era «indefendible», en cuanto era una «degeneración burguesa», sobre todo a ojos de la izquierda. Así, la suya era una figura indefendible, útil para demostrar que los comunistas estaban corrompiendo la juventud italiana y los valores tradicionales de la familia.
También hay que señalar que la ley sobre el «lavado de cerebro», introducida en el código penal durante el fascismo, sólo produjo una única condena durante su validez, en este único caso y fue abolida posteriormente, sin que fuese aplicada más, gracias al acalorado debate que se desencadenó tras la condena. La ley fue eliminada en la sentencia del Tribunal Constitucional número 96 del 8 de junio de 1981.
No existía en la época en Italia un movimiento de liberación homosexual que pudiese emplear el proceso como caso emblemático. Desde una columna del Tempo Illustrato, Pier Paolo Pasolini hizo notar que:

Una delle cause della condanna al processo è la debolezza del Braibanti, nel senso che egli non aveva valori precostituiti, un aggancio a un sistema di vita, ad un modello culturale.
Una de las causas de la condena en el proceso es la debilidad de Braibanti, en el sentido de que no tenía valores preconcebidos, un enganche a un sistema de vida, a un modelo cultural.
Pier Paolo Pasolini

El mismo Braibanti nunca se consideró parte del movimiento gay. En una entrevista, Braibanti comentó que no se consideraba una víctima y que, entre los intelectuales de izquierda, estaba especialmente próximo a Elsa Morante. También comentó refiriéndose al movimiento LGBT,

Non farò mai il militante omosessuale, ma non mi piace dare un giudizio. Però penso che i movimenti gay e gli altri di questo tipo siano molto importanti, hanno la funzione di preparare molte persone che altrimenti sarebbero incapaci di inserirsi nella militanza, a sentirsi pari a coloro che credono di essere già pari e di poter combattere per la rivoluzione.
No seré nunca un militante homosexual, pero no me gusta juzgar. Sin embargo, creo que el movimiento gay y otros de este tipo son muy importantes, tienen la función de preparar a muchas personas que de otra forma serían incapaces de participar en la militancia, de sentirse iguales a los que ya creen que son iguales, y a poder combatir por la revolución.
Braibanti